# Andrés Nocioni
Andrés Marcelo Nocioni Roux (Santa Fe, 30 novembre 1979) è un ex cestista argentino con cittadinanza italiana.
Con la maglia della Nazionale argentina ha vinto la medaglia d'oro alle Olimpiadi del 2004 ad Atene. Ha il doppio passaporto, essendo sia argentino che cittadino italiano, dunque comunitario.

## Caratteristiche tecniche
La sua posizione naturale è l'ala piccola, ma nei Bulls ha giocato qualche spezzone di partita come ala grande.

## Carriera

### Argentina ed Europa (1996-2004)
La carriera di Nocioni iniziò nella Liga Nacional de Básquetbol nella stagione 1995-96 e venne nominato miglior sesto uomo nella stagione 1998-99. Nel 2003 andò in Europa dove fece due stagioni da refuerzo (rincalzo) per la squadra spagnola del TAU Cerámica che milita nella Liga ACB. Andrés fu il Miglior Giocatore nel 2004.

### NBA (2004-2012)
Dopo la vittoria della medaglia d'oro ai Giochi Olimpici di Atene, Nocioni firmò un contratto con i Chicago Bulls come free agent, dopo non essere stato scelto da nessuna franchiga al Draft NBA 2001.
Nocioni giocò 81 gare nella sua prima stagione nell'NBA, concludendo l'anno con una media di 8,3 punti a partita, 4,8 rimbalzi a partita, 1,5 assist a partita e 23,4 minuti giocati a partita. Lo stile difensivo di Andrés creò molta discussione in tutta la lega, infatti egli venne sospeso per una gara dopo un duro fallo nei confronti del giocatore dei Pistons Tayshaun Prince. Nocioni aveva commesso nella partita precedente, un altro fallo "cattivo" nei confronti della stella dei Miami Heat Dwyane Wade; Andrés venne poi spinto oltre i fotografi fino alla prima fila di spettatori da Udonis Haslem. Uno spettatore tirò un bicchiere pieno verso Nocioni, fatto molto simile a quello che scatenò la maxi rissa tra i Pistons e i Pacers. Il tifoso fu cacciato dalle forze dell'ordine e gli arbitri assegnarono un fallo antisportivo e uno tecnico a Nocioni e comminarono un antisportivo e l'espulsione per Udonis Haslem.
Successivamente, in un'intervista a NBA.com, Nocioni diede la sua versione dei fatti:
(Andrés Nocioni)
Nella sua prima partita dei playoffs, Nocioni segnò 25 punti e prese 18 rimbalzi giocando tutti i 48 minuti: è il record per un rookie nei playoffs NBA.
Alla seconda stagione con i Bulls, Andrés Nocioni totalizzò 13 punti a partita, 6,1 rimbalzi e 1,4 assist, giocando 82 partite, di cui 43 nel quintetto iniziale. Fu anche nominato giocatore dell'anno della squadra. Ai play-off, la media salì a 22,8 punti a partita, 9,6 rimbalzi e 1,6 assist, con due doppie doppie. Nella gara-2 contro i Miami Heat segnò 30 punti: 10 su 12 da due punti, 3 su 3 da tre e 1 su 1 ai liberi; prese anche sei rimbalzi e rubò un pallone. Segnò altri 30 punti il 19 novembre 2006, contro i Los Angeles Lakers.

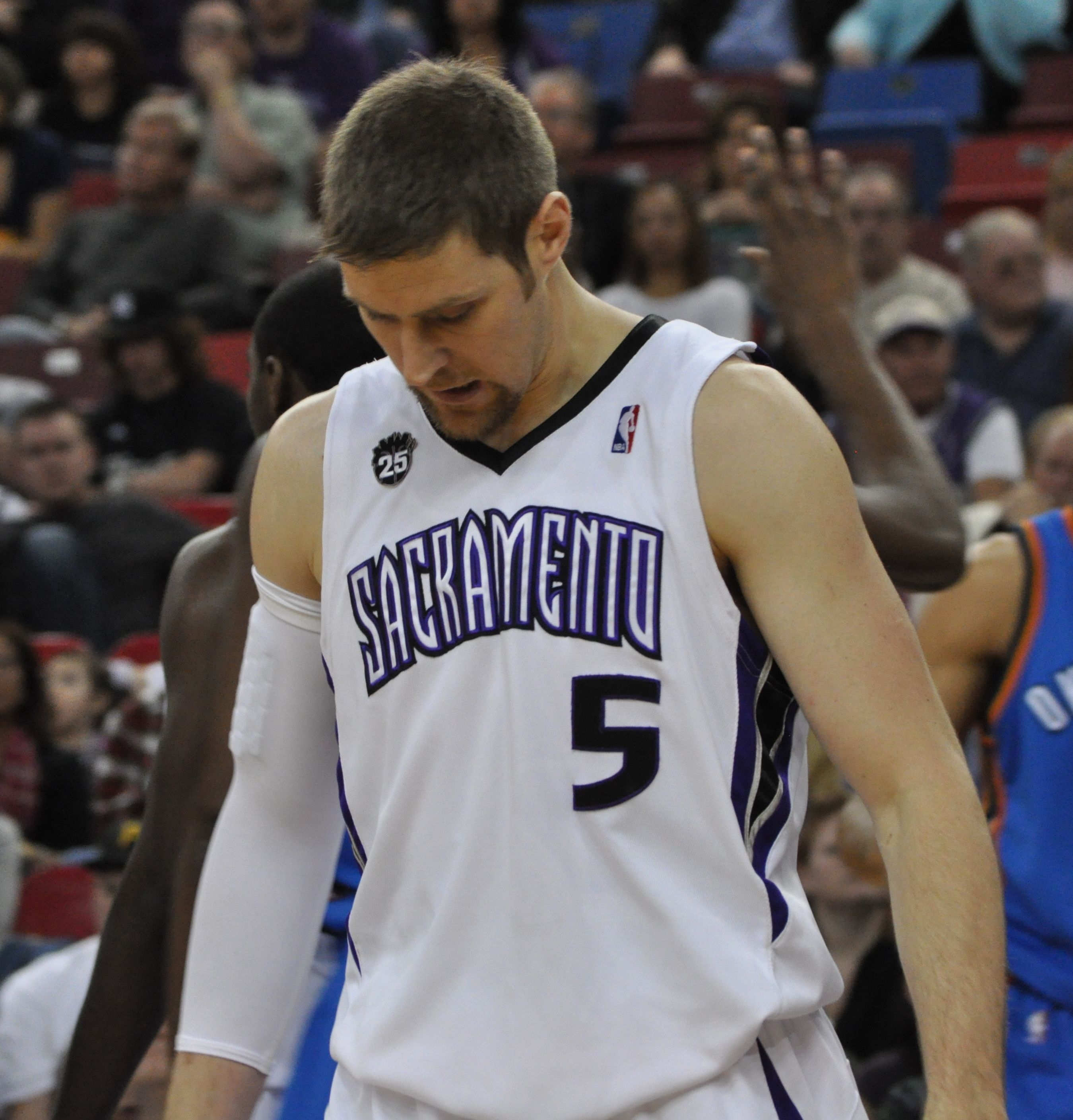
Nocioni ai Kings

Il 18 febbraio 2009 viene scambiato insieme a Drew Gooden e Michael Ruffin con i Sacramento Kings in cambio di Brad Miller (trattasi di un ritorno in quanto Miller giocò già a Chicago dal 2000 al 2002) e John Salmons. Alla fine della stagione 2009-2010 con la squadra in ricostruzione chiese la cessione.

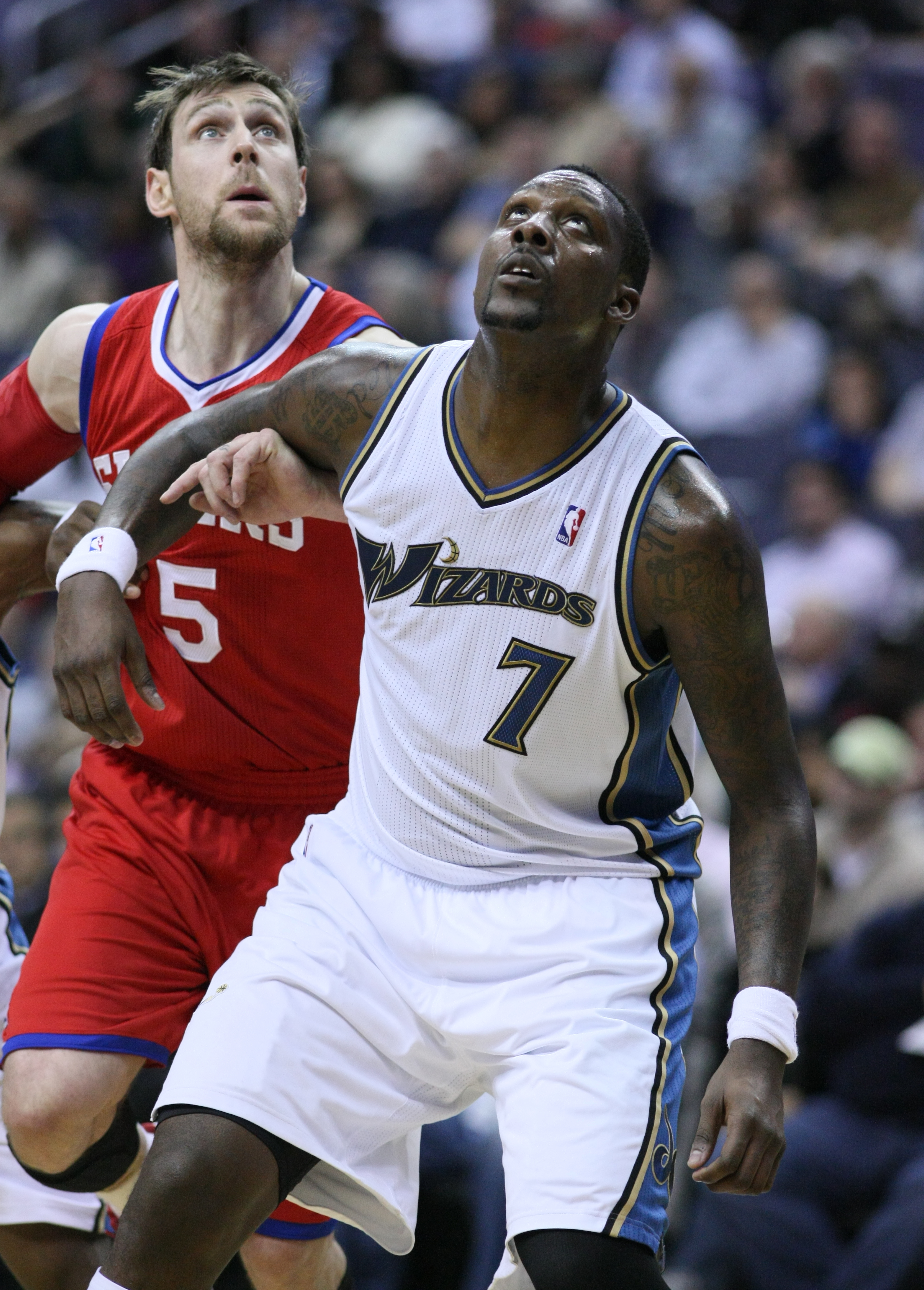
Nocioni (sinistra) contro Andray Blatche

Nell'estate 2010 venne inserito in uno scambio che lo portò a Filadelfia insieme a Spencer Hawes, in cambio di Samuel Dalembert. In quel di Filadelfia Nocioni non ebbe molta fortuna, tanto che il primo anno disputò 54 partite (di cui 17 da titolare) arrivando a richiedere (come già successo a Sacramento) la cessione a marzo. Tuttavia il giocatore rimase ma al secondo anno ebbe ancor meno spazio in quanto giocò solamente 11, finendo ai margini della squadra per poi venire poi tagliato dalla franchigia della Pennsylvania il 17 marzo 2012, diventando quindi free agent.

### Nazionale
Nel 2000 venne chiamato dall'Argentina per il campionato sudamericano, che vide la sua nazione vincere la medaglia d'argento.
Nel 2001 partecipò ancora ai giochi sudamericani e li vinse. Nel 2002 Nocioni fece parte della squadra che entrò nella storia della pallacanestro, quando l'Argentina diventò il primo team a sconfiggere gli Stati Uniti ai Campionati del Mondo di pallacanestro che si tenevano quell'anno a Indianapolis, Indiana. Nonostante ciò, l'Argentina vinse ancora la medaglia d'argento perdendo in una finale controversa contro la Jugoslavia.
Nel 2004 fu il fattore decisivo quando insieme alla sua nazionale vinse la medaglia d'oro ai Giochi olimpici estivi di Atene. L'Argentina divenne così la quarta nazione (dopo Stati Uniti, Jugoslavia e Unione Sovietica) a vincere il titolo.
Con la maglia dell'Argentina l'ala di Santa Fe prese parte al Mondiale 2006, da titolare. Nella partita giocata contro il Venezuela, Nocioni atterrò sul piede di un avversario e si credette che si fosse seriamente infortunato alla caviglia, ma il suo allenatore chiarì poi ogni dubbio dicendo che Andrés avrebbe giocato la partita successiva contro la Nigeria. Nella partita contro la Nigeria, Nocioni guidò la sua squadra alla vittoria segnando 23 punti in soli 18 minuti di gioco senza sbagliare nemmeno un tiro. Le statistiche riportano 9 su 9 dal campo e ben 5 su 5 dalla linea dei 3 punti. L'Argentina si qualificò prima nel gruppo A del torneo, vincendo tutte e 5 le partite di qualificazione.
L'Argentina perse poi contro la Spagna nella semifinale, con uno scarto di un solo punto (risultato finale: 75-74). Nocioni ebbe la palla della possibile vittoria argentina, ma il suo tiro da tre punti allo scadere non andò a segno, dando così alla squadra spagnola la possibilità (poi avveratasi) di vincere il titolo.
Ha poi partecipato con la nazionale argentina ai Giochi della XXIX Olimpiade nel 2008, ai Giochi della XXX Olimpiade nel 2012 e a quelli della XXXI Olimpiade nel 2016.

## Statistiche

### NBA

#### Regular Season
| Anno      | Squadra            | PG  | PT  | MP   | TC%  | 3P%  | TL%  | RP  | AP  | PRP | SP  | PP   |
| --------- | ------------------ | --- | --- | ---- | ---- | ---- | ---- | --- | --- | --- | --- | ---- |
| 2004-2005 | Chicago Bulls      | 81  | 38  | 23,4 | 40,1 | 25,8 | 76,6 | 4,8 | 1,5 | 0,5 | 0,4 | 8,4  |
| 2005-2006 | Chicago Bulls      | 82  | 43  | 27,3 | 46,1 | 39,1 | 84,3 | 6,1 | 1,4 | 0,5 | 0,6 | 13,0 |
| 2006-2007 | Chicago Bulls      | 53  | 31  | 26,5 | 46,7 | 38,3 | 84,8 | 5,7 | 1,1 | 0,5 | 0,5 | 14,1 |
| 2007-2008 | Chicago Bulls      | 82  | 27  | 24,6 | 43,2 | 36,4 | 80,7 | 4,2 | 1,2 | 0,3 | 0,5 | 13,2 |
| 2008-2009 | Chicago Bulls      | 53  | 2   | 24,1 | 41,4 | 37,8 | 80,6 | 4,2 | 1,1 | 0,5 | 0,3 | 10,4 |
| 2008-2009 | Sacramento Kings   | 23  | 16  | 31,0 | 44,8 | 44,1 | 76,3 | 6,0 | 1,8 | 0,6 | 0,7 | 13,7 |
| 2009-2010 | Sacramento Kings   | 78  | 28  | 19,7 | 39,9 | 38,6 | 71,7 | 3,0 | 1,0 | 0,4 | 0,3 | 8,5  |
| 2010-2011 | Philadelphia 76ers | 54  | 17  | 17,2 | 42,6 | 35,6 | 80,3 | 3,1 | 0,8 | 0,3 | 0,3 | 6,1  |
| 2011-2012 | Philadelphia 76ers | 11  | 1   | 5,1  | 25,0 | 16,7 | 54,5 | 1,3 | 0,1 | 0,1 | 0,1 | 1,5  |
| Carriera  | Carriera           | 514 | 203 | 23,4 | 43,1 | 37,3 | 79,9 | 4,5 | 1,2 | 0,4 | 0,4 | 10,5 |

#### Play-off
| Anno     | Squadra            | PG | PT | MP   | TC%  | 3P%  | TL%  | RP  | AP  | PRP | SP  | PP   |
| -------- | ------------------ | -- | -- | ---- | ---- | ---- | ---- | --- | --- | --- | --- | ---- |
| 2005     | Chicago Bulls      | 6  | 6  | 33,7 | 40,3 | 35,3 | 73,9 | 8,2 | 2,3 | 0,2 | 1,0 | 12,8 |
| 2006     | Chicago Bulls      | 6  | 6  | 38,3 | 56,0 | 47,6 | 85,7 | 8,8 | 1,5 | 0,8 | 0,3 | 22,3 |
| 2007     | Chicago Bulls      | 10 | 0  | 19,7 | 36,0 | 33,3 | 72,2 | 3,5 | 0,8 | 0,2 | 0,5 | 8,8  |
| 2011     | Philadelphia 76ers | 1  | 0  | 10,0 | 0,0  | 0,0  | 0,0  | 2,0 | 0,0 | 0,0 | 0,0 | 0,0  |
| Carriera | Carriera           | 23 | 12 | 27,7 | 43,8 | 36,7 | 78,9 | 6,0 | 1,3 | 0,3 | 0,6 | 13,0 |

### Eurolega
| Anno       | Squadra        | PG  | PT | MP   | TC%  | 3P%  | TL%  | RP  | AP  | PRP | SP  | PP   |
| ---------- | -------------- | --- | -- | ---- | ---- | ---- | ---- | --- | --- | --- | --- | ---- |
| 2001-2002  | Saski Baskonia | 20  | 9  | 20,5 | 50,8 | 42,1 | 77,8 | 3,8 | 0,8 | 1,3 | 0,6 | 9,0  |
| 2002-2003  | Saski Baskonia | 19  | 11 | 29,0 | 52,0 | 43,7 | 69,7 | 7,6 | 1,3 | 0,8 | 1,0 | 16,8 |
| 2003-2004  | Saski Baskonia | 16  | 13 | 25,8 | 47,9 | 37,7 | 75,9 | 5,8 | 1,5 | 0,9 | 0,9 | 13,8 |
| 2012-2013  | Saski Baskonia | 28  | 21 | 23,5 | 43,6 | 33,7 | 76,7 | 4,0 | 0,8 | 0,5 | 0,6 | 10,9 |
| 2013-2014  | Saski Baskonia | 21  | 15 | 26,3 | 45,4 | 34,9 | 78,9 | 6,6 | 1,7 | 0,8 | 1,2 | 13,6 |
| 2014-2015† | Real Madrid    | 29  | 8  | 17,7 | 46,1 | 37,4 | 79,6 | 3,9 | 0,5 | 0,2 | 0,3 | 8,7  |
| 2015-2016  | Real Madrid    | 24  | 1  | 13,9 | 38,3 | 33,8 | 77,1 | 2,7 | 0,2 | 0,1 | 0,5 | 5,8  |
| 2016-2017  | Real Madrid    | 15  | 0  | 6,6  | 31,0 | 26,9 | 60,0 | 0,8 | 0,3 | 0,1 | 0,0 | 2,4  |
| Carriera   | Carriera       | 172 | 78 | 20,5 | 46,1 | 36,6 | 76,0 | 4,4 | 0,8 | 0,6 | 0,6 | 10,1 |

## Palmarès

### Squadra
- Campionato spagnolo: 3

Saski Baskonia: 2001-02
Real Madrid: 2014-15, 2015-16
- Copa del Rey: 5

Saski Baskonia: 2002, 2004
Real Madrid: 2015, 2016, 2017
- Supercoppa spagnola: 1

Real Madrid: 2014
- Eurolega: 1

Real Madrid: 2014-15
- Coppa Intercontinentale: 1

Real Madrid: 2015

### Nazionale
- Campionato giovanile sudamericano: 1

Argentina: 1995
- Campionato sudamericano: 1

Argentina: 2001
- Medaglia d'oro olimpica: 1

Argentina: 2004

### Individuale
- MVP Final Four Eurolega: 1

Real Madrid: 2014-15
- All-Euroleague Second Team: 2

Saski Baskonia: 2002-03, 2003-04
- Liga ACB MVP: 1

Saski Baskonia: 2003-2004